# Fronville
Fronville és un municipi francès situat al departament de l'Alt Marne i a la regió del Gran Est. L'any 2007 tenia 328 habitants.

## Demografia

### Població
El 2007 la població de fet de Fronville era de 328 persones. Hi havia 142 famílies de les quals 44 eren unipersonals (20 homes vivint sols i 24 dones vivint soles), 43 parelles sense fills, 47 parelles amb fills i 8 famílies monoparentals amb fills.
La població ha evolucionat segons el següent gràfic:
Habitants censats

### Habitatges
El 2007 hi havia 157 habitatges, 140 eren l'habitatge principal de la família, 6 eren segones residències i 11 estaven desocupats. 144 eren cases i 11 eren apartaments. Dels 140 habitatges principals, 94 estaven ocupats pels seus propietaris, 41 estaven llogats i ocupats pels llogaters i 4 estaven cedits a títol gratuït; 1 tenia una cambra, 6 en tenien dues, 18 en tenien tres, 44 en tenien quatre i 71 en tenien cinc o més. 122 habitatges disposaven pel capbaix d'una plaça de pàrquing. A 56 habitatges hi havia un automòbil i a 70 n'hi havia dos o més.

### Piràmide de població
La piràmide de població per edats i sexe el 2009 era:
| Homes | Edats   | Dones |
| ----- | ------- | ----- |
| 0     | 95 o +  | 0     |
| 0     | 90 a 94 | 0     |
| 4     | 85 a 89 | 8     |
| 4     | 80 a 84 | 0     |
| 0     | 75 a 79 | 4     |
| 4     | 70 a 74 | 4     |
| 12    | 65 a 69 | 4     |
| 16    | 60 a 64 | 4     |
| 12    | 55 a 59 | 8     |
| 4     | 50 a 54 | 20    |
| 20    | 45 a 49 | 16    |
| 8     | 40 a 44 | 4     |
| 8     | 35 a 39 | 24    |
| 0     | 30 a 34 | 0     |
| 20    | 25 a 29 | 0     |
| 16    | 20 a 24 | 16    |
| 8     | 15 a 19 | 24    |
| 8     | 10 a 14 | 4     |
| 0     | 5 a 9   | 8     |
| 4     | 0 a 4   | 0     |

## Economia
El 2007 la població en edat de treballar era de 211 persones, 145 eren actives i 66 eren inactives. De les 145 persones actives 134 estaven ocupades (84 homes i 50 dones) i 11 estaven aturades (2 homes i 9 dones). De les 66 persones inactives 27 estaven jubilades, 15 estaven estudiant i 24 estaven classificades com a «altres inactius».

### Ingressos
El 2009 a Fronville hi havia 141 unitats fiscals que integraven 340 persones, la mediana anual d'ingressos fiscals per persona era de 15.581 €.

### Activitats econòmiques
Dels 13 establiments que hi havia el 2007, 1 era d'una empresa de fabricació d'elements pel transport, 1 d'una empresa de fabricació d'altres productes industrials, 6 d'empreses de construcció, 3 d'empreses de comerç i reparació d'automòbils, 1 d'una empresa d'informació i comunicació i 1 d'una entitat de l'administració pública.
Dels 5 establiments de servei als particulars que hi havia el 2009, 2 eren paletes, 1 lampisteria i 2 empreses de construcció.
L'any 2000 a Fronville hi havia 4 explotacions agrícoles.

## Equipaments sanitaris i escolars
El 2009 hi havia una escola elemental integrada dins d'un grup escolar amb les comunes properes formant una escola dispersa.

## Poblacions més properes
El següent diagrama mostra les poblacions més properes.